# Carlee Taylor
Carlee Taylor (Adelaida, 15 de febrer de 1989) és una ciclista australiana professional des del 2010 i actualment a l'equip Alé Cipollini.

## Palmarès
- 2008
  -  Campiona d'Austràlia sub-23 en ruta
- 2010
  - Vencedora d'una etapa al Tour féminin en Limousin